# Этап чемпионата мира по супербайку на трассе Miller Motorsports Park
Этап чемпионата мира по супербайку на трассе Miller Motorsports Park — единственный действующий этап чемпионата мира по супербайку в США.
Соревнование на трассе Miller Motorsports Park является третьей по счету попыткой FIM привезти чемпионат в США. Последний раз до прихода в Юту этап проводился в 2004 году на трассе Лагуна Сека.
Дебютное соревнование на этой трассе прошло в 2008-м году.

## История
В 2008 году (после трёхлетней паузы) FIM вновь вернула свой чемпионат на трассы США. Для максимально большой посещаемости соревнований этап был объединён с этапам местного чемпионата AMA.
Дебютное соревнование 2008 года завершилось двойной победой Карлоса Чеки. Испанский ветеран, в межсезонье пришедший из MotoGP, завоевал поул и дважды быстрее всех проезжал быстрейший круг по ходу гонки. Лидер чемпионата Трой Бейлисс провёл неудачный этап — в первой гонке сойдя вскоре после старта, а во второй с трудом попав в финишную классификацию.
На следующий год на этапе уже не было равных другому дебютанту чемпионата — Бену Спису. Молодой американец, второй сезон обживавшийся в европейском мотоспорте, сходу стал показывать высокие результаты и к этапу в Юте уже одержал 5 побед. Во время этапа в Туэле он впервые в сезоне не только стартовал с поула и выиграл обе гонки, но и показал быстрейшие круги в обоих заездах.
В 2010-м году Спис уже не участвовал в чемпионате. После выигрыша титула Yamaha забрала его на полный сезон в MotoGP. Однако опять на этапе одержал двойную победу лидер чемпионата. В том году в этой роли выступил Макс Бьяджи. Опытный итальянец, годом ранее пришедший в команду-дебютант чемпионата (заводскую Aprilla), уже ко второму сезону смог вместе с итальянским коллективом довести технику не просто до возможности бороться за победу на отдельных этапах, но и до того, чтобы быть конкурентоспособным по ходу всего чемпионата. Старт того сезона лучше удался Леону Хеслему, но уже со второго этапа в Португалии Макс принялся регулярно опережать британца, одерживая одну победу за другой (к этапу в Юте он одержал столько же побед, сколько за три предыдущих сезона в серии и проигрывал Хеслему всего 15 очков).
В Туэле итальянец в третий раз в сезоне выиграл обе гонки, а сход Леона Хеслема во втором заезде позволил ему выйти вперёд в чемпионате — теперь уже он вёз своему британскому конкуренту 15 баллов.

## Победители прошлых лет
| №  | Сезон | Поул-позиция | Лучший круг | Победитель гонки | Отчёт  |
| -- | ----- | ------------ | ----------- | ---------------- | ------ |
| 1. | 2008  | Карлос Чека  | Карлос Чека | Карлос Чека      | Статья |
| 1. | 2008  | Карлос Чека  | Карлос Чека | Карлос Чека      | Статья |
| 2. | 2009  | Бен Спис     | Бен Спис    | Бен Спис         | Статья |
| 2. | 2009  | Бен Спис     | Бен Спис    | Бен Спис         | Статья |
| 3. | 2010  | Карлос Чека  | Карлос Чека | Макс Бьяджи      | Статья |
| 3. | 2010  | Карлос Чека  | Карлос Чека | Макс Бьяджи      | Статья |